# Grupo CJ
El Grupo CJ (en hangul, 씨제이㈜); romanización revisada, Ssijei) es un conglomerado surcoreano con sede en Seúl. Comprende numerosas empresas en diversas industrias de alimentos y servicio de alimentos, farmacéutica y biotecnología, entretenimiento y medios, compras en el hogar y logística. El grupo CJ era originalmente una rama de Samsung hasta que se separó en la década de 1990.
CJ proviene de 'Cheil Jedang' (en hangul, 제일 제당), que literalmente puede significar "primera fabricación de azúcar", la industria donde comenzó originalmente.
Entre las principales filiales de CJ se incluyen CJ CheilJedang, CJ Korea Express (logística), CJ Olive Networks (tiendas de salud y belleza e informática) y CJ CGV (cadena de cine).
Actualmente, se utiliza el sello de la empresa para una estafa piramidal en la que millones de usuarios están dentro del sistema sin poder retirar capital alguno en base a ingresos de criptomonedas (USDT).

## Historia

### 1953-1970
CJ fue fundada como 'Cheil Jedang' en el 1 de agosto de 1953 como fabricante de azúcar y harina y originalmente era parte del Grupo Samsung, como su primer negocio de fabricación. En 1955, abrió el primer molino de harina en Corea del Sur y en 1962, comenzó a exportar azúcar a Okinawa, Japón. En 1965, el negocio azucarero de Cheil Jedang fue calificado como 'Beksul'. La compañía entró en el mercado de condimentos artificiales en 1963 con Mipoong, compitiendo contra Miwon, el entonces best-seller de Daesang.

### 1970-1979
En la década de 1970, CJ continuó su crecimiento como una empresa de alimentos compuestos. En 1973 CJ entró en el negocio de alimentación, lanzando 'Pungnyeon Feed'. En 1975, CJ desarrolló técnicas de producción masiva para "Dashida", un producto de condimentos, así como tecnología para la producción en masa de ácidos nucleicos por primera vez en Corea del Sur en 1977, lanzando su primer condimento de ácido nucleico, "Imi". En 1979, la compañía pasó a llamarse 'Cheil Jedang Corp.' y comenzó a producir aceite de cocina bajo Beksul.

### 1980-1989
En la década de 1980, CJ se expandió a productos alimenticios procesados como bebidas y alimentos congelados, y entró en el negocio farmacéutico basado en nuevas tecnologías avanzadas. En 1984, CJ estableció ETI, una subsidiaria local, en Nueva Jersey, Estados Unidos como un proyecto de empresa conjunta. En 1986, la división de Biotecnología y Farmacia de CJ logró convertirse en la tercera en el mundo en desarrollar alfa-interferón, un medicamento contra el cáncer, y en lanzar una vacuna contra la hepatitis 'Hepaccine-B'. Estableció Cheil Frozen Food y lanzó su negocio de bebidas en 1987. Con el establecimiento de Cheil Jedang Indonesia en 1988 y la construcción de una planta de condimentos sintéticos y lisina en Indonesia en 1990, CJ comenzó a llegar a mercados fuera de Corea del Sur.

### 1990-1999
En la década de 1990, CJ atravesó períodos de conversión y crecimiento a medida que hacía la transición al área de la vida y la cultura, centrándose en la industria alimentaria y farmacéutica. Sin embargo, continuó desarrollando nuevos productos alimenticios tales como 'Condition', una bebida suplementaria que alivia los síntomas de la resaca, en 1992 y 'Hetbahn', un arroz aséptico envasado, en 1996.
En julio de 1993, Cheil Jedang se escindió de Samsung y ganó gestión independiente, convirtiéndose en un grupo de vida y cultura al ingresar a las industrias de servicio de alimentos y entretenimiento. En 1996 se convirtió en 'Cheil Jedang Group' y completó su separación oficial del Group Samsung en febrero de 1997.
Desde entonces, CJ ha ingresado a los campos de medios, entretenimiento, finanzas y negocios de información y comunicación principalmente a través de fusiones y adquisiciones de compañías como m.net, un canal de cable de música, y Cheil Investment & Securities en 1997, y establecimientos de nuevas subsidiarias como Cheil Golden Village (actualmente CGV) en 1996, Dreamline (que se vendió en 2001), conjuntamente con Korea Expressway en 1997, [CJ GLS] en 1998, CJ O Shopping, CJ Europe y CJ FD (distribución de alimentos) en 1999. Además, CJ abrió VIPS, una cadena de restaurantes familiares, en 1997, y lanzó el primer teatro multiplex coreano, CGV, en 1998.

### 2000-presente
En octubre de 2002, se lanzó CJ Group y el nombre oficial de la compañía cambió a 'CJ Co., Ltd'. En septiembre de 2007, CJ Co., Ltd volvió a ser una empresa comercial que cambió el nombre a 'CJ CheilJedang Co., Ltd' y CJ Group se convirtió en una compañía tenedora de varias filiales de alimentos y entretenimiento con sede en Corea del Sur. Se compone de cuatro negocios principales: Food & Food Service, Bio Pharmaceutics, Entertainment Media y Home Shopping & Logistics.
Lee Jay-hyun ha sido presidente de CJ Group desde marzo de 2002. Su hermana mayor Lee Mi-kyung es el vicepresidente de la compañía.
A partir de mayo de 2007, CJ Group anunció que contratará a más mujeres en la empresa. También anunció que duplicará su tiempo de concesión para las mujeres que necesitan irse debido al embarazo. (Licencia de maternidad). La legislación coreana exige que las mujeres tengan hasta 90 días de licencia de maternidad. Sin embargo, CJ extendió este tiempo a un año.
En 2010, CJ Media, CJ Entertainment, Mnet media, On-Media y CJ Internet se fusionaron para formar O Media Holdings, que se convirtió en CJ E&M en marzo de 2011. Desde entonces, CJ E&M ha sido muy influyente en su contribución a la cultura pop y la "Ola coreana" (en coreano: Hallyu), un fenómeno de la difusión de la cultura coreana, a través de la creación de exitosos programas de televisión como Superstar K, Reply 1997 y películas como "Masquerade". Desde la presentación de los primeros cines multiplex, CGV, en 1988 en Corea del Sur, la compañía ha estado desarrollando lo que llama "cultureplex", un espacio donde los restaurantes, salas de espectáculos, tiendas y teatros multiplex se unen para proporcionar una experiencia cultural más rica a los consumidores, CGV Cheongdam Cine City, que se inauguró en 2011, es un ejemplo.
En julio de 2018, CJ E&M y CJ O Shopping se fusionaron en la nueva compañía CJ ENM (CJ Entertainment and Merchandising).

## Adquisiciones
- 1962 Wonhyeong Industrial CO[3]
- 1968 Mipung Industrial CO[3]
- 1971 Dongyang Jedang[3]
- 1975 Yongin hog farm[3]
- 1985 Dongryp Industrial Corp
- 1997 m.net, Cheil Investment & Securities[3]
- 2000 39 Shopping[3]
- 2004 CJ Consortium,[3] Shin Dong Bang Corp.,[3] CJ Internet,[3] Planers[3] (ahora CJ Internet), Hanil Pharmaceuticals Ind.,[3] planta de alimentación en Turquía[10]
- 2006 Accord Express (empresa de logística singapurense)[11]
- 2007 Pioneer Trading, Inc. (ahora CJ Omnifood), una empresa estadounidense de fabricación de alimentos
- 2009 Onmedia[12]
- 2011 Korea Express[13]

## Subsidiarias[14]

### Servicios de comida
- CJ CheilJedang Food division[15]
- CJ Foodville
  - Bibigo
  - Cheiljemyunso (restaurante de fideos)
  - China Factory (cadena de restaurantes chinos)
  - CJ Foodworld
  - Cold Stone Creamery (cadena de heladerías)
  - Seafood Ocean
  - The Steak House by VIPS (restaurante de carne al estilo de Nueva York)
  - Tous Les Jours (franquicia de panadería)[16]
  - A Twosome Place (café de postre premium)
  - Twosome Coffee (café de conveniencia)
  - VIPS (cadena de restaurantes de carne y ensalada)
  - VIPS Burger (cadena de hamburguesas)
- CJ Freshway

### Bio pharma
- CJ CheilJedang's Bio division

### Compras en el hogar y logística
- CJ ENM O Shopping Division
- CJ Logistics
- CJ Telenix
- CJ Olive Networks Young division - lanzado en la fusión de CJ Olive Young y CJ Systems

### Entretenimiento y medios
- CJ ENM E&M Division
  - CJ E&M Media Content Division - posee canales de televisión y producción de programas
    - Mnet en Corea del Sur, Japón y los Estados Unidos - canal de entretenimiento musical, adquirido en 1997
    - tvN en Corea del Sur y el sudeste de Asia
    - XtvN - canal de estilo de vida de los hombres, anteriormente XTM
    - BtvN - canal de entretenimiento general en el sur de Asia
    - Channel CGV
    - Chunghwa TV - canal chino
    - O'Live
    - Onstyle - canal de moda y belleza
    - OCN - canal de películas y series adquirido de Daewoo en 1999
    - CATCH ON - canal de películas y drama premium (se requiere suscripción)
    - O tvN - canal de entretenimiento de la vida, anteriormente Story On
    - SUPER ACTION
    - Tooniverse - canal de dibujos animados y niños
    - OGN - canal de juego
    - DIA TV
    - UXN
    - Studio Dragon[17]
    - JS Pictures

  - CJ E&M Film Business Division - financiamiento, producción y distribución de películas
    - Cinema Service
    - Filament Pictures

  - CJ E&M Music Content Division (conocido como Stone Music Entertainment) - sello discográfico, distribución y gestión de artistas
    - AOMG
    - Amoeba Culture
    - B2M Entertainment
    - CJ Victor Entertainment
    - HIGHUP Entertainment
    - Hi-Lite Records
    - Jellyfish Entertainment
    - MMO Entertainment
    - The Music Works
    - Off The Record
    - Studio blu

  - CJ E&M Convention Division 
    - MAMA
    - KCON
    - Valley Rock Music & Arts Festival
    - Get It Beauty CON
    - OLive CON

  - CJ E&M Performing Arts Division
  - CJ E&M Animation Division
    - Studio Bazooka

  - CJ E&M Media Solution Division
- CJ CGV - cadena de cine multiplex
  - Ciné de Chef
- CJ Powercast

#### Otros canales de idiomas
- Shop CJ Tamil - canal de compras desde casa de Tamil Nadu, India (en tamil)[18]
- Shop CJ Telugu - canal de compras en el hogar (en telugu)
- Shop CJ India - canal de compras en el hogar en inglés
- O Shopping - canal filipino de compras desde el hogar (junto con ABS-CBN)
- CJ Grand - canal mexicano de compras desde el hogar (junto con Televisa)
- CJ Latin Entertainment
- CJ Latin Entertainment (Controlado por ArtBox Music Group)
- CJ Latin Music Entertainment (Controlado por ArtBox Music Group)
- ArtBox Music Korea (Controlado por CJ Group bajo acuerdo con ArtBox Music Group)
- CJ Chile Entertainment (Controlado por ArtBox Music Group bajo acuerdo con CJ Entertainment)
- ArtBox Pictures (Controlado conjuntamente por ArtBox Music Group y CJ Entertainment)
- BoxArt Television (Controlado conjuntamente por ArtBox Music Group y CJ Entertainment)

### Infra
- CJ Logistics E&C division
- CJ Olive Networks IT business division

## Antiguas filiales
- CJ CheilJedang's Beverage Division - vendido a Lotte en 2001
- CJ Investment & Securities - vendido a Hyundai Heavy Industries Group en 2008, ahora conocido como HI Investment & Securities
- CJ Asset Management - sold to Hyundai Heavy Industries Group in 2008, now known as HI Asset Management
- ChampVision also known as Champ TV - vendido a Taekwang Group en 2011
- KM - vendido a GTV en 2015, ahora conocido como GMTV
- Badook TV - vendido a Korea Baduk Association en 2015
- LataBox Music Group - vendido a ArtBox Music Group en 2021
- LataBox Music Entertainment US Latin, LLC - vendido a ArtBox Music Group en 2021 tras acuerdos de comerciales